# Playa Copihue
Der Playa Copihue ist ein Strand im Norden der Livingston-Insel im Archipel der Südlichen Shetlandinseln. Auf der Ostseite des Kap Shirreff am nördlichen Ausläufer der Johannes-Paul-II.-Halbinsel liegt er unmittelbar östlich des Punta Odontoceto.
Wissenschaftler der 45. Chilenischen Antarktisexpedition (1990–1991) benannten ihn nach der Copihue (Chilenische Wachsglocke), der Blume im  chilenischen Staatswappen.